# Герб Екваторіальної Гвінеї
Герб Екваторіальної Гвінеї — один з офіційних символів Екваторіальної Гвінеї. Затверджений 12 жовтня 1968 року після проголошення незалежності країни від Іспанії. На срібному щиті розміщене зелене бавовняне дерево (бомбакс). Над щитом, по дузі розташовано шість золотих шестикінечних зірок, які символізують 6 складових територій країни: континентальна частина (Ріо-Муні) та 5 островів (Біоко, Аннобон, Корисько, Великий Елобей і Малий Елобей). Під щитом на срібній стрічці написаний чорними буквами девіз республіки «UNIDAD PAZ Y JUSTICIA» (Єдність, світ і справедливість).